# Antoine Quinquet
Antoine Quinquet fue un  farmacéutico francés quien nació en Soissons el 9 de marzo de 1745. En 1760 fue aprendiz de un boticario en Soissons y en 1777 se trasladó a París donde trabajó para Antoine Baumé y  en 1779, regresó a París y abrió su propia farmacia allí.

## Otros intereses científicos
En 1783, participó en la construcción de un globo que fue presentado al rey por los Montgolfier.
Estaba interesado en la mejor iluminación y también en 1783, mejoró en la lámpara de Aimé Argand mediante la adición de una chimenea de cristal. Estas lámparas fueron vendidas bajo su propio nombre y pasó a denominarse Quinqué en Francia.
En 1794, se convirtió en jefe farmacéutico en el Hospital Nacional y murió en 1803.